# Faustball-Europapokal 1969
Der Faustball-Europapokal 1969 war die fünfte Austragung der Pokalwettbewerbs der Landesmeister der Männer im Faustball. Er fand am Wochenende 21./22. Juni 1969 in Pfungstadt statt. Chemie Zeitz wurde zum dritten Mal Europacup-Sieger. Nach ihren Erfolgen in Widnau 1966 und auf eigenem Platz 1967 schlugen die Zeitzer in Pfungstadt im Endspiel den DDR-Meister vom Vorjahr, die ISG Hirschfelde.

## Teilnehmer
Nachdem bei den ersten vier Austragungen des Pokals die jeweiligen Landesmeister der DDR, der BRD, der Schweiz, Österreichs und Italiens antraten, war ab diesem Jahr zusätzlich der Pokalverteidiger teilnahmeberechtigt.

## Turnier

### Vorrunde
| TV Niederlenz | – | ATSV Linz     | 35:30 |  |
| ATSV Linz     | – | Chemie Zeitz  | 23:41 |  |
| Chemie Zeitz  | – | TV Niederlenz | 44:25 |  |

| 1. | Chemie Zeitz  | 4:0 | 85:48 |
| 2. | TV Niederlenz | 2:2 | 60:74 |
| 3. | ATSV Linz     | 0:4 | 53:76 |

| TSV Pfungstadt  | – | SV Bozen        | 50:22 |  |
| ISG Hirschfelde | – | TSV Pfungstadt  | 28:28 |  |
| SV Bozen        | – | ISG Hirschfelde | 16:49 |  |

| 1. | ISG Hirschfelde | 3:1 | 85:48 +33 |
| 2. | TSV Pfungstadt  | 3:1 | 78:50 +28 |
| 3. | SV Bozen        | 0:4 | 38:99     |

### Endrunde
Die jeweils beiden Bestplatzierten der beiden Staffeln spielten über Kreuz gegeneinander.
- Chemie Zeitz – TSV Pfungstadt 35:28
- ISG Hirschfelde – TV Niederlenz 47:26

Spiel um Platz 5:
- ATSV Linz – SV Bozen 43:23

Spiel um Platz 3:
- TSV Pfungstadt – TV Niederlenz 48:20

Finale:
- Chemie Zeitz – ISG Hirschfelde 34:22

| Platz | Mannschaft                      |
| 1.    | Chemie Zeitz (Titelverteidiger) |
| 2.    | ISG Hirschfelde                 |
| 3.    | TSV Pfungstadt                  |
| 4.    | TV Niederlenz                   |
| 5.    | ATSV Linz                       |
| 6.    | SV Bozen                        |

Kader der DDR-Mannschaften:
|  | Chemie Zeitz: Wolfgang Ehrlich, Eberhard Gasse, Gunter Knauer, Gerhard Beer, Rudolf Beck, Auswechselspieler: Jürgen Hasner, Manfred Meyer |
|  | ISG Hirschfelde: Rainer Ebermann, Wolfgang Lamprecht, Werner Müller, Manfred Aust, Roland Posselt, Auswechselspieler: Eberhard Zachmann   |